# Jiří Hlinka
Jiří Hlinka (* 1944 Praha) je česko-norský klavírista a hudební pedagog.

## Život
Ač se narodil v Praze, vyrůstal v Plzni. Do Prahy se vrátil na studia na AMU. Zde ho vedli František Rauch a Josef Páleníček. Koncertoval od sedmnácti let, a to i v Moskvě, Drážďanech, Budapešti, Vídni, Štýrském Hradci, Výmaru a Lublani. V roce 1966 se dostal mezi finalisty Čajkovského klavírní soutěže v Moskvě. V roce 1970 ho však zdravotní problémy přinutily koncertní kariéru ukončit. Vrhl se na hudební pedagogiku. Nejprve na pražské konzervatoři, v roce 1972 pak získal nabídku učit v norském Bergenu. Odešel do Norska legálně přes Pragokoncert. V roce 1982 však získal norské občanství, což pražské úřady vyhodnotily jako emigraci, ačkoli proti tomu Hlinka protestoval. V Norsku se stal úspěšným pedagogem. K jeho nejslavnějším žákům patří Leif Ove Andsnes, Håvard Gimse a Geir Botnen. V roce 2004 obdržel nejvyšší norské kulturní ocenění, Královskou medaili za zásluhy (Kongens fortjenstmedalje). Roku 2007 mu české ministerstvo zahraničí udělilo cenu Gratias agit za šíření dobrého jména české kultury.